# Luigi Giordani
Pour les articles homonymes, voir Giordani.
Luigi Giordani  (né le 13 octobre 1822 à Santa Maria Codifiume, en Émilie-Romagne, alors dans les États pontificaux et mort le 21 avril 1893 à Ferrare) est un cardinal italien du XIXe siècle.

## Biographie
Luigi Giordani exerce diverses fonctions au sein de la curie romaine, notamment auprès de la rote romaine. Il est nommé évêque titulaire de Philadelphie-en-Arabie et évêque auxiliaire de Ferrare en 1871 et est consacré le 19 mars 1871 par Luigi Vannicelli Casoni. Il est promu archevêque de Ferrare en 1877.
Le pape Léon XIII le crée cardinal lors du consistoire du 14 mars 1887.

## Succession apostolique
Luigi Giordani a ordonné les évêques suivants :
- Archevêque Domenico Fegatelli (1888)